# Aérodrome de Canaima
Pour les articles homonymes, voir Canaima et CAJ.
L'aérodrome de Canaima (code IATA : CAJ • code OACI : SVCN) est un aéroport situé à Canaima dans le Parc national Canaima au Venezuela.

## Compagnies et destinations
| Compagnies | Destinations      |
| ---------- | ----------------- |
| Conviasa   | Caracas-Maiquetía |

Édité le 07/04/2018  Actualisé le 6/12/2023